# 2012-es férfi kézilabda-Óceánia-bajnokság
A 2012-es férfi kézilabda-Óceánia-bajnokságot június 22-én és 23-án rendezték Ausztráliában, Sydneyben. A győztes indulási jogot szerzett a 2013-as férfi kézilabda-világbajnokságra.

## Mérkőzések
A bajnokság mindössze két mérkőzésből állt. Ausztrália valamint Új-Zéland játszott egymással két mérkőzést.

### Döntő
| 1. csapat  | Össz.   | 2. csapat | 1. mérk. | 2. mérk. |
| ---------- | ------- | --------- | -------- | -------- |
| Ausztrália | 62 – 20 | Új-Zéland | 31 – 10  | 31 – 10  |